# Marinus Kirkegaard
Marinus Madsen Kirkegaard, född 6 oktober 1865 i Maabjerg på västra Jylland, död 14 september 1948 i Västra Vingåkers församling, var en dansk-svensk målare.
Marinus Kirkegaard var son till gårdsmannen Mads Jörgensen. Han konfirmerades 1880, och 1883 bytte familjen namn till Kirkegaard efter en gård med namnet. Samma år avled fadern. Marinus Kirkegaard utbildade sig först till kontorist, men efter att ha genomgått Askovs Höjskole 1885 beslutade han sig för en militär karriär. Mycket lite är känt om hans militära karriär, i 1886 års rulla anges han ha blivit sekondlöjtnant, blev 1892 reservofficer och fick 1900 avsked från det militära. Det verkar som han omedelbart efter detta begav sig till Sverige, från samma år finns flera tavlor han målat från olika delar av Sverige. Den första tiden verkar han ha vistats i Uppland, 1907 kom han till Västra Vingåkers socken, där han sedan blev kvar till sin död. Stora delar av året tillbringade han dock längs vägarna, vanligen i Södermanland, Östergötland och Närke men ibland längre vandringar. Kirgegaard kom att betraktas som ett original med sin brutna danska och sitt trogna följande av Jørgen Peter Müllers friskvårdssystem. Han sov hellre utomhus eller på någon loge än inne i något hus. Målarutrustningen bar han med sig i ett knyte på ryggen. Vanligen var han klädd i lång rock, en trekantig hatt på huvudet samt stövlar och benlindor året om. Efter andra världskriget upphörde han med gåramåleriet, då intresset för dessa snabbt hade minskat. Kort före sin död och fick mot sin vilja föras till ålderdomshemmet där han avled.